# Новосибирское военно-пехотное училище
Новосибирское военно-пехотное училище — высшее военное заведение РККА, сформированное в 1939 году.
На 24 августа 1940 года формирование имело полное действительное наименование — Новосибирское пехотное училище.

## История
Сформировано в соответствии с приказом командующего войсками (КВ) Сибирского военного округа (СибВО) Красной Армии № 0036, от 19 декабря 1939 года. Училище возглавил майор Москвитин П. Ф., военный комиссар Пестов Г. А..
Укомплектование училища происходило за счет призывников Сибирского, Уральского, Приволжского военных округов, частей 1-й и 2-й Особых Краснознаменных армий Дальневосточного фронта. На основании приказа КВ СибВО № 0316, от 25 декабря 1939 года, часть преподавательского состава и первый учебный батальон были переведены из Омского военного пехотного училища.
Училище приступило к работе 1 февраля 1940 года. Основным местом занятий курсантов в весенне-летне-осенний период являлся Юргинский лагерь. В марте 1940 года из Новосибирского ВПУ откомандированы в Омское ВПУ курсанты из числа младшего начальствующего состава и красноармейцы 2-го года службы, а на их место прибыли курсанты 1-го курса Омского ВПУ октябрьского набора 1939 года.
Первый выпуск младших лейтенантов в количестве 61 человек (курсанты Омского ВПУ прошедшие доучивание) был произведен 10 сентября 1940 года. Первый выпуск командиров в количестве 615 человек (набранных и прошедших обучение в училище) — 16 июля 1941 года. За период с 16 июля 1941 года по 27 февраля 1945 года училище произвело 24 выпуска командиров младшего и среднего звена. Из них офицеров 7845 человек, в качестве красноармейцев и младших командиров 8755 человек.
Училище расформировано после 1957 года.

## Начальники училища
В разные годы училище возглавляли:
- 1940 — майор Москвитин, Пётр Фёдорович
- 1940—1941 — генерал-майор Гаврилов, Михаил Филиппович.
- 1941—1943, 1944—1945 — полковник Добровольский, Фёдор Григорьевич
- 1943—1944 — полковник Шульженко И. И.
- 1950—1954 — генерал-майор Шолев, Григорий Иванович
- 1954—1957 — генерал-майор Полищук, Григорий Федосеевич

## Командно-преподавательский состав
На 1 января 1941 года из 202 человек начальствующего состава Новосибирского ВПУ (без политсостава) семь человек окончили академию, 68 — военные училища и школы, 47 прошли курсы усовершенствования командного состава, 86 — курсы младших лейтенантов, семь человек имели специальное гражданское образование. Командный стаж 20 лет и более имели 10 человек, 10—12 лет — 33 человека, три —7 лет — 23 человека, до двух лет — 136 человек.
На 10 сентября 1942 года из 13 человек артиллерийско-технического состава Новосибирского ВПУ, только начальник мастерской боепитания и техник-оружейный не имели опыта боевых действий.

## Известные выпускники
Герои Советского Союза:
- Алтунин, Александр Терентьевич, выпускник 1941 года
- Ларин, Николай Владимирович, выпускник 1941 года
- Пастырев, Пётр Иосифович, выпускник 1941 года
- Старченко, Артемий Иванович[2], выпускник 1941 года
- Ишмухаметов, Ахмадулла Хозеич, выпускник 1941 года
- Андреев, Георгий Федосеевич, выпускник 1942 года
- Зонов, Пантелей Петрович, выпускник 1942 года
- Максименко, Александр Петрович, выпускник 1942 года
- Чугуевский, Леонид Захарович, выпускник 1942 года
- Шубников, Александр Павлович, выпускник 1942 года
- Бобров, Николай Галактионович, выпускник 1943 года
- Аносов, Николай Константинович, выпускник 1944 года
- Беседин, Николай Фёдорович, выпускник 1946 года
- Уммаев, Мухажир Магометгериевич, выпускник 1941 года